# INBUS U210
L‘InBus U.210 est un autobus urbain fabriqué par le consortium de constructeurs italiens InBus de 1980 à 1989.
Ce modèle, comme son plus important concurrent italien, le Fiat 421, est conçu en respectant la nouvelle norme européenne de 1974 sur la longueur standardisée à 12 mètres pour les bus urbains à deux essieux qui, en Italie, doit comporter trois portes.
La première série des bus urbains InBus U.210 de 1980 a été construite sur le châssis Sicca 176. Ces véhicules répondaient aux normes européennes unifiées pour les types F1. Sa caractéristique était l'emplacement de son moteur à l'arrière et sa boîte de vitesses automatique avec un sélecteur à bouton. Équipés d'un ralentisseur hydraulique, ils bénéficiaient d'une boîte ZF à quatre vitesses ou Voith à trois vitesses. 
Les châssis Sicca 176 utilisaient une base mécanique Fiat V.I. et montaient un moteur Fiat 8200.13 de 10 308 cm3 développant 208 ch, dérivé du moteur 8200.12 qui équipait le bus Fiat 418. 
Les versions suivantes, à partir de 1981, étaient basée sur le châssis Sicca 177 qui montait le nouveau moteur Fiat 8220.12 de 9 572 cm3 et 263 ch DIN.
Les InBus 210 ont reçu essentiellement des carrosseries De Simon Bus et BredaBus avec, selon la norme italienne, trois portes dont la centrale double, sans poste de receveur mais avec un système électronique de suivi du parcours. Leur principal client a été la société des transports en commun de Rome, l'ATAC, avec 686 exemplaires mis en service entre 1980 et 1989.
Ce autobus a été décliné en plusieurs types :
- urbain : U.210
- sub-urbain/banlieue : S.210
- inter-urbain/ligne régulière : I.210

Les châssis et les mécaniques étaient rigoureusement identiques, seuls les aménagements intérieurs différaient ainsi que la garde au sol.
La grande robustesse de ce véhicule permettra à l'ATM de Milan de satisfaire à la demande de l'ACNUR - Haut Commissariat des Nations unies pour les réfugiés, de lui céder gracieusement ses InBus U210 pour le transport des réfugiés dans la région des Balkans.